# まるもふびより
まるもふびより（ラテン文字表記：Marumofubiyori）は、サンリオでデザインされたキャラクター群。デザイナーは森戸。フワフワとした見た目をした白熊の癒し系キャラクターである。公式サイト内の特徴では「くま・パンダ」に分類される。

## 来歴
2017年2月、デビュー。2月10日よりサンリオ公式YouTubeチャンネルにてアニメーションの配信を開始。同年6月、雑誌『ちゃお』（小学館）7月号より漫画『まるもふびより しろくまモップのゆるふわダイアリー』連載開始。サンリオピューロランドにもデビューしており、Miracle Gift Paradeの前座に「いちおしキャラクター」として「モップ」のライブキャラクター（着ぐるみ）が出演している。

## キャラクター
モップ
まるもふびよりのメインキャラクター。白い子熊である。水玉模様のブランケットをいつも頭から纏っている。性格はぐうたらでのんき。趣味は動画サイトや通販サイトの閲覧をしながら家でごろごろすること。好物は大福。名前はブランケットを引きずっている様子がモップ掛けに見えることから。何か都合が悪くなると寝たふりをする癖がある。
カニカマ(命名、モップ)
かにの形をした赤い自律性のぬいぐるみ。性格はしっかり者。
ギョニク(命名、モップ)
さかな形で頭にアンテナが付いている青い自律性のぬいぐるみ。性格はマイペースでのんびり屋。
あじまる
モップの近所に住んでいる丸くて白いあざらし。チャームポイントは背中のお花模様。好物はメロンパン。寝ぼけたモップに好物の大福に間違えられて噛まれることも。
ましゅ
モップの近所に住んでいる王冠を被ったペンギンのあかちゃんで、あじまるの友だち。趣味は帽子集め。好物はマシュマロ。

## 書籍
- まるもふびよりシールブック（2018年7月11日、小学館）ISBN 9784097355625

### まるもふびより しろくまモップのゆるふわダイアリー
『まるもふびより しろくまモップのゆるふわダイアリー』は、詩瀬はるなによる日本の漫画作品。『ちゃお』（小学館）2017年7月号から2019年6月号まで連載された。番外編が『ちゃおデラックス』（同社刊）にて掲載された。 

#### 単行本
- まるもふびより 〜しろくまモップのゆるふわダイアリー〜（2018年7月11日、小学館〈ちゃおデラックス2018年8月号増刊〉） - 本作第1話〜第6話がオールカラーで収録されている

## サンリオキャラクター大賞の順位
『いちご新聞』の読者投票企画『サンリオキャラクター大賞』には2018年より参戦している。
第33回（2018年）は、まるもふびよりが「新人賞」を受賞した。また『いちご新聞』に届いた票のみを集計した「いちご新聞ランキング」では初ノミネートでありながら12位となかなかの好成績を収めている。
2020年6月、第35回サンリオキャラクター大賞でTikTok賞を受賞した。また、コロナ関連によるサンリオショップの臨時休業が相次ぎ、思うようにサンリオショップ店頭からの投票（チップde投票）が出来なかったため、サンリオキャラクター大賞終了後の6月12日から30日にかけて、スピンアウト企画の 「チップde投票リターンズ」がサンリオショップ各店舗で開催され、サンリオショップのひとつのハーモニーランドにおいての結果は「まるもふびより」は18位であった（この回の票は、公式にはサンリオキャラクター大賞本戦の結果には反映されない）。
また、いちご新聞オリジナル企画で2016年より「サブキャラコンテスト」が開催されている。第3回（2018年）の「サブキャラコンテスト」では「あじまる」が6位にランクインされた。第4回（2019年）は第1回（2016年）〜第3回（2018年）までの上位20キャラクター同士の決戦コンテストで、「あじまる」が34位にランクインされた。第5回（2020年）の「サブキャラコンテスト」では「あじまる」が24位にランクインされた。
- 2018年サンリオキャラクター大賞19位（いちご新聞ランキング12位[10]）。
- 2019年サンリオキャラクター大賞20位（いちご新聞ランキング19位[17]）。
- 2020年サンリオキャラクター大賞21位（いちご新聞ランキング15位[18]）。
- 2021年サンリオキャラクター大賞21位[19]（いちご新聞ランキング17位[20]）。
- 2022年サンリオキャラクター大賞21位[21]（いちご新聞ランキング19位[22]）。